# Książnice (województwo podkarpackie)
Książnice – wieś w Polsce położona w województwie podkarpackim, w powiecie mieleckim, w gminie Mielec.
| SIMC    | Nazwa             | Rodzaj     |
| ------- | ----------------- | ---------- |
| -\|06   | Majdanek          | część wsi  |
| 0655712 | Podkościele       | część wsi  |
| 1042621 | Wólka Goleszowska | przysiółek |
| 0655729 | Wólka Księżnicka  | przysiółek |

We wsi znajduje się kościół pw. św. Jana Chrzciciela oraz szkoła podstawowa.
W latach 1975–1998 miejscowość administracyjnie należała do województwa rzeszowskiego.